# Jeśkowo (rejon diemidowski)
Jeśkowo (ros. Еськово) – wieś (ros. деревня, trb. dieriewnia) w zachodniej Rosji, w osiedlu miejskim Diemidowskoje rejonu diemidowskiego w obwodzie smoleńskim.

## Geografia
Miejscowość położona jest nad Gobzą (dopływ Kaspli), przy drodze regionalnej 66N-0509 (Diemidow – Szapy – Borisienki), 0,5 km od drogi regionalnej 66N-0518 (Diemidow – Miedwiedki – Tierieszyny – uroczysko Sawłuki – uroczysko Iwczenki), 14,5 km od drogi regionalnej 66K-11 (R120 / Olsza – Wieliż – granica z obwodem pskowskim), 11,5 km od centrum administracyjnego osiedla miejskiego i całego rejonu (Diemidow), 58,5 km od stolicy obwodu (Smoleńsk), 45 km od granicy z Białorusią.
W granicach miejscowości znajduje się ulica Nabierieżnaja (8 posesji).

## Demografia
W 2010 r. miejscowość zamieszkiwała 1 osoba.

## Historia
W czasie II wojny światowej od lipca 1941 roku dieriewnia była okupowana przez hitlerowców. Wyzwolenie nastąpiło we wrześniu 1943 roku.